# Steinkreis von Sittaford Tor
 Der Steinkreis von Sittaford Tor wurde 2007 von Alan Endacott entdeckt. Er liegt etwa einen Kilometer westlich vom doppelten Steinkreis Grey Wethers, nordwestlich von Postbridge im Dartmoor in Devon in England.
Der neu entdeckte Steinkreis hat etwa 32,0 m Durchmesser und besteht aus 30 liegenden Steinen. Man geht davon aus, dass die Steine im aufgestellten Zustand, den Steinen in den Kreisen von Grey Wethers ähnlich wären. 
Es gibt acht Steinkreise am nordöstlichen Rand von Dartmoor, die in einer Sichel- oder Bogenform aufgereiht liegen. In der Nähe liegt die Steinkiste von Sittaford Tor.

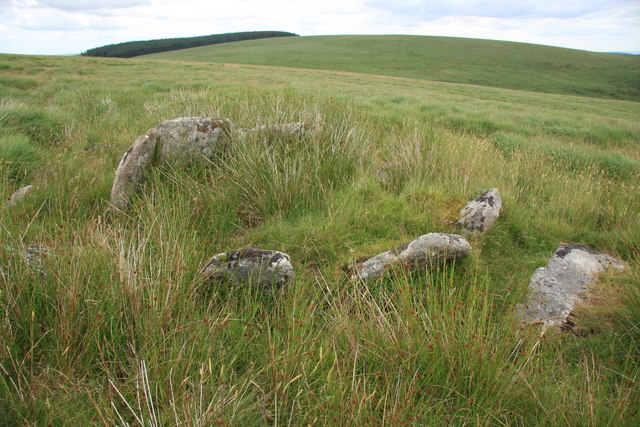
Steinkiste am Sittaford Tor